# Yamina Benguigui
Pour les articles homonymes, voir Benguigui et Belaïdi.
Yamina Benguigui, née Yamina Zora Belaïdi le 9 avril 1955 à Lille (Nord), est une réalisatrice et femme politique française.
Elle revendique dans son travail, que ce soit par le biais du documentaire ou de la fiction, une volonté de contribuer à rendre visible une mémoire commune et à restaurer, sans ressentiment, une identité tronquée entre deux cultures, pour un mieux vivre ensemble.
Du 16 mai au 21 juin 2012, Yamina Benguigui exerce la fonction de ministre déléguée chargée des Français de l'étranger et de la Francophonie auprès de Laurent Fabius, ministre des Affaires étrangères, dans le gouvernement Ayrault I. Du 21 juin 2012 au 31 mars 2014, elle occupe le poste de ministre déléguée à la Francophonie dans le gouvernement Ayrault II. Depuis 2008, elle est conseillère de Paris (dans le groupe des non-inscrits depuis 2014)
Depuis 2015, elle est vice-présidente de la fondation Énergies pour l'Afrique, présidée par Jean-Louis Borloo.

## Biographie
Yamina Zora Belaïdi naît à Lille de parents algériens musulmans, au sein d'une fratrie de six enfants. Elle voit le jour le 9 avril 1955,,,, quoiqu'on trouve également la date du 9 avril 1957 dans de nombreuses sources,,.
Homme politique, son père était l'un des responsables clandestins du Mouvement national algérien chargé de pousser à la grève les ouvriers du Nord de la France. Il fut, à ce titre, assigné à résidence à Saint-Quentin et détenu pour avoir organisé des grèves insurrectionnelles. 
À l'adolescence, elle étudie chez des religieuses catholiques et obtient la nationalité algérienne.
Yamina Benguigui est titulaire d'un baccalauréat. Pour s'émanciper de la tutelle pesante de son père, elle épouse un étudiant algérien, puis quitte son mari une fois hors de portée de son père. Sa mère resta en France alors que son père retourna en Algérie.
Elle porte le nom de famille de son mari, un juif algérien épousé en 1984 avec qui elle a eu deux enfants.

## Carrière
Yamina Benguigui commence sa carrière comme assistante réalisatrice auprès de Jean-Daniel Pollet, avant de fonder avec Rachid Bouchareb une société de production nommée Raya Films. Elle produit, entre 1990 et 1991, une émission hebdomadaire culturelle et musicale sur France 3, intitulée Rencontres, qui traite de sujets liés aux communautés immigrées en France. 
En 1992, elle rejoint la société de production « Bandits » et réalise, en 1994, son premier documentaire « Femmes d’Islam »]. Ce documentaire en trois volets, « Le voile et la République », « Le voile et le silence », « Le voile et la peur » se penche sur la condition des femmes musulmanes dans le monde et en France. Tourné dans une dizaine de pays dans le monde, le fil conducteur de ce documentaire visionnaire est le voile, symbole culturel devenu religieux selon des interprétations totalement erronées, et annonce le questionnement politique actuel en France. Il est étudié dans de nombreuses universités internationales elle reçoit de nombreux prix internationaux.[réf. nécessaire]
En 1994, elle intègre le conseil d’administration de la Fondation Danielle-Mitterrand - France Libertés, créée par Danielle Mitterrand. Yamina Benguigui réalise pour la Fondation plusieurs films « Gorée fraternité » en faveur de la réhabilitation de la Maison des Esclaves à Gorée, au Sénégal, « Mandela à Paris » sur la venue à Paris, de Nelson Mandela.

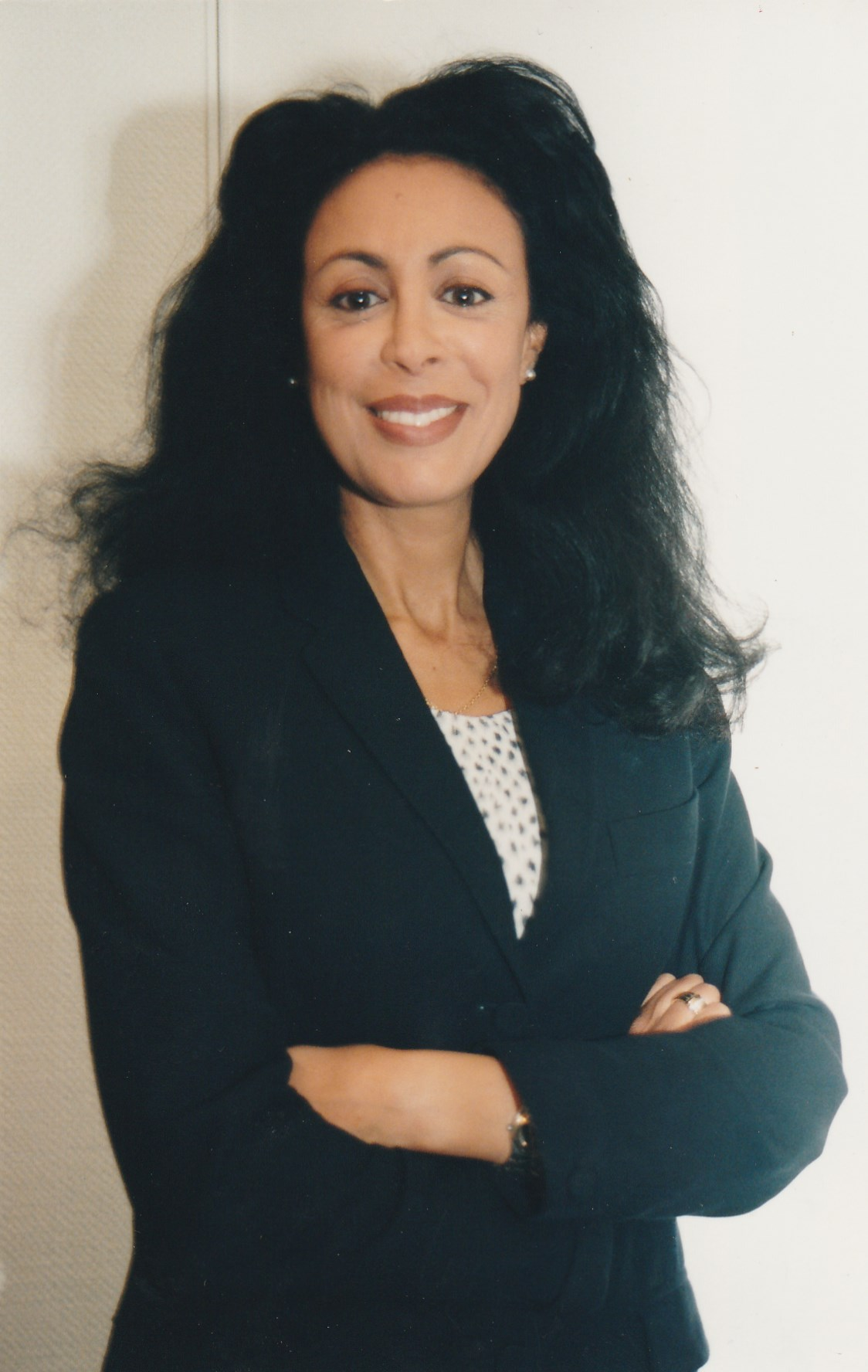
Yamina Benguigui au Festival international de géographie en 1997.

En 1996, Yamina Benguigui réalise « La maison de Kate, un lieu d’espoir », avec l’APTE, (aide et prévention des toxicaux dépendants par l’entraide), une institution unique en France qui utilise un modèle thérapeutique d’origine américaine appelé Hazelden ou modèle du Minnesota, créée par Kate Barry, fille aînée de Jane Birkin, fil conducteur du film. Ce documentaire suit les premiers pas des patients qui découvrent un traitement conjoint des dépendances à l’alcool ou aux drogues dans le même lieu, dans les mêmes groupes de parole et avec la même approche clinique, sans médicament de substitution, jusqu’à leur sortie. Ce film est jusqu’à ce jour le film référence avec lequel travaillent les thérapeutes dans différents centres[réf. nécessaire].
En 1998, elle initie et anime « Place de la république » sur France 2, une émission de société sur des sujets relatifs à l’enracinement des populations issues de l’immigration.
Son documentaire, Mémoires d'Immigrés, réalisé en 1998 pour Canal+, a un fort impact lors de sa sortie en salles[réf. nécessaire]. Elle y retrace l'histoire de l'immigration maghrébine aux travers de témoignages qui rendent compte de la quête d'identité et des effets du racisme. En 2000, elle réalise le court-métrage Pimprenelle, pour la collection Pas d'histoires ! Douze regards sur le racisme au quotidien (2001). En 2001, elle présente son premier long-métrage de fiction, Inch'Allah dimanche, qui remporte de nombreux prix[réf. nécessaire].
En 2003, elle présente avec Gilles Schneider l'émission Place de la République sur France 2, puis D'une rive à l'autre de la Méditerranée. Elle est présidente du FIPA pour trois ans. Son documentaire Aïcha, Mohamed, Chaïb… engagés pour la France, sur l'intégration dans l'armée, est diffusé sur France 3 en octobre de la même année[réf. nécessaire].
Au printemps 2006, elle crée la société de production Elemiah, en collaboration avec Marc Ladreit de Lacharrière. L'objectif de cette société est de « favoriser la représentation des minorités à la télévision et au cinéma ». Elle emploie des personnes issues de l'immigration et produit des fictions mettant en scène des héros de toutes origines. La même année, elle devient membre du Haut Conseil à l'intégration.
Depuis janvier 2007, elle est la marraine de la Bibliothèques sans frontières, une ONG qui vise à faciliter l'accès au savoir dans les pays en voie de développement. La même année, elle écrit, réalise et produit Aïcha, une fiction pour France 2, mettant en scène la vie d'une jeune française issue de l'immigration maghrébine dans une banlieue de Paris. Rêvant de liberté et d'indépendance, celle-ci cherche à créer sa propre identité, sans passer par la case mariage et sans rompre avec sa famille. Suivie par plus de cinq millions de téléspectateurs, ce téléfilm, réalisera la meilleure audience en 2009 pour une fiction française diffusée sur France Télévisions[réf. nécessaire].
Le documentaire, 9/3. Mémoire d'un territoire, diffusé le 29 septembre 2008 sur Canal+, a été plébiscité par la presse et a reçu en 2009 le Globe de Cristal pour le meilleur documentaire. Le film retrace l'histoire de la Seine-Saint-Denis (le « 93 » ou « 9/3 ») à partir du milieu du XIXe siècle jusqu'à nos jours. Selon le documentaire, ce territoire aurait toujours été sacrifié par l'État : concentration des industries, relégation des populations les plus pauvres, grands ensembles déshumanisés et mal construits, sous-équipement chronique ; une des raisons des émeutes de banlieue en 2005 serait cette discrimination territoriale et, aujourd'hui, ethnique[réf. nécessaire].
Cette thèse de la paupérisation organisée du nord-est de la banlieue de Paris soulève cependant la critique de plusieurs historiens interrogés à l'issue de la vision de ce film et dont seuls les propos allant dans le sens de cette idée centrale ont été retenus au montage. Selon ses détracteurs, ce film doit être regardé comme une œuvre militante, avec les qualités et les défauts du genre, mais non comme un travail de reconstitution du passé, qu'ils jugent souvent fort éloigné de la thèse qu'il entend défendre. La réalisatrice a répondu à ces critiques dans une intervention ultérieure.
De 2008 à juin 2012, Yamina Benguigui est adjointe à la Mairie de Paris, chargée des Droits de l'homme et de la lutte contre les discriminations. Elle est par ailleurs depuis 2011 membre du club d'influence Le Siècle[réf. nécessaire]. En 2011, elle fait partie l'équipe de campagne de Martine Aubry pour l'élection présidentielle de 2012.

## Ministre déléguée chargée de la Francophonie

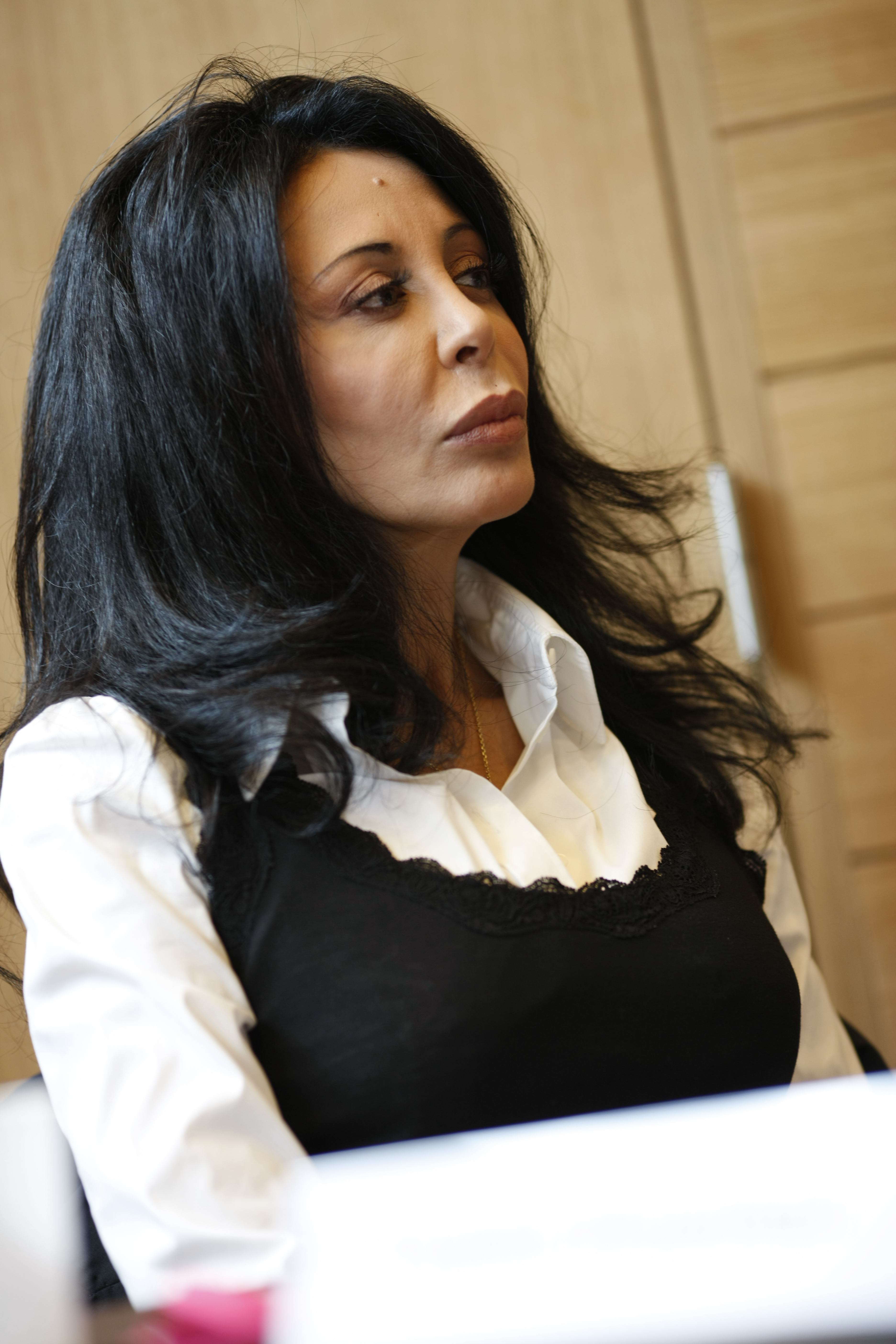
Yamina Benguigui en 2009.

Le 16 mai 2012, Yamina Benguigui est nommée ministre déléguée chargée de la Francophonie et des Français de l'étranger du gouvernement de Jean-Marc Ayrault. Elle ne conserve que le portefeuille de la Francophonie après le remaniement du 21 juin. En juin 2012, conformément aux engagements du gouvernement, elle démissionne de son poste d'adjointe au Maire de Paris. 
Elle est par ailleurs nommée représentante personnelle du président de la République française à l'OIF, poste auquel elle a succédé à Jean-Pierre Raffarin le 9 juillet 2012. Annick Girardin lui succède le 27 juin 2014.

### Combat pour le droit des femmes
Yamina Benguigui a fait du droit des femmes son combat au sein de l'espace francophone. En effet, en tant que ministre déléguée auprès du ministre des Affaires étrangères Laurent Fabius, elle a effectué plusieurs voyages, dont un en République démocratique du Congo peu après sa nomination. Là-bas, elle a découvert la situation de milliers de femmes victimes de viols. 
Elle cite régulièrement la condition de femmes tunisiennes qui sont victimes, depuis la révolution du jasmin, de remises en cause de leurs droits.

### Premier Forum mondial des femmes francophones
Le 20 mars 2013, la France accueille, à l'occasion de la Journée de la francophonie, le premier Forum mondial des femmes francophones à Paris.
Organisé avec l'Organisation internationale de la Francophonie, il a réuni près de 700 personnes venues de nombreux pays. À l'issue de cette journée, un Appel des femmes francophones a été remis au président français François Hollande. Les femmes y demandaient notamment la création d'un réseau de femmes francophones : c'est le Réseau francophone pour l'égalité Femme-Homme lancé le 25 octobre 2013 par l'Organisation internationale de la francophonie.

### Second Forum mondial des femmes francophones
Les 3 et 4 mars 2014, se tient à Kinshasa, en République démocratique du Congo (RDC), le second Forum mondial des femmes francophones. Le choix de cette ville est cohérent pour deux raisons : 
- la République démocratique du Congo tient la présidence de la Francophonie depuis le Sommet des chefs d’État et de gouvernement de la Francophonie d'octobre 2012[31] et jusqu'au Sommet suivant[32] ;
- c'est en République démocratique du Congo que Yamina Benguigui a souhaité prendre à bras-le-corps le combat en faveur des femmes francophones.[réf. nécessaire]

À Kinshasa, Yamina Benguigui insiste sur l'importance de la scolarisation des jeunes filles jusqu'à l'âge de 16 ans au moins dans l'espace francophone, comme dans un article dans La Croix : 

« La scolarisation des filles jusqu’à 16 ans et la formation des femmes sont des droits fondamentaux, car l’école et l’éducation sont les clés qui ouvrent les portes de tous les savoirs et de tous les pouvoirs. L’école est la première autorité de proximité. Ce qui permet les résultats les plus durables pour le développement d’un pays, c’est d’éduquer les enfants. Or, dans une trentaine de pays francophones, la scolarité des fillettes ne va souvent pas au-delà de 10 à 12 ans »

De nombreuses personnalités participent à ce forum, notamment Catherine Samba-Panza, présidente de transition de Centrafrique, présente à l'ouverture. De plus, Irina Bokova, la directrice générale de l'UNESCO, Phumzile Mlambo-Ngcuka, la présidente de l'ONU Femmes, et Najat Vallaud-Belkacem, la ministre française du Droit des femmes, participent via un message vidéo de soutien, diffusé pendant la séance plénière.
Le 2e Forum mondial des femmes francophones aboutit à une série de conclusions qui seront un apport de la société civile pour le XVe Sommet des chefs d’État et de Gouvernement de la Francophonie de Dakar en 2014. Au lendemain de ce forum, et à l'occasion de la Journée internationale des droits des femmes, Yamina Benguigui publie une tribune sur le Huffington Post, intitulée « Femmes de la Francophonie : une force est en marche ».

### Défense de la langue française
La défense et la promotion de la langue française est l'une des missions du ministère des Affaires étrangères.
Le 18 juillet 2013 à Lille, Yamina Benguigui lance le site internet « Parlons français, c'est facile ! », un site gratuit d’initiation à la langue française accessible en sept langues (français, anglais, allemand, espagnol, portugais, chinois et arabe).

## 2014: élections municipales, affaire judiciaire et sommet de la Francophonie

### Élections municipales à Paris
Élue sortante du 20e arrondissement de Paris, Yamina Benguigui rejoint la candidate du Parti socialiste Anne Hidalgo pour les élections municipales de 2014 en figurant sur la liste du 10e arrondissement. Le 30 mars 2014, elle est élue au deuxième tour.
Le lendemain, Anne Hidalgo, vainqueur des élections, demande à Yamina Benguigui, de démissionner de son poste de conseillère de Paris, apprenant, d'après les informations du journal Le Monde, que la Haute Autorité pour la transparence de la vie publique avait relevé « un doute sérieux quant à l’exhaustivité, l’exactitude et la sincérité des déclarations qu’elle a déposées en 2012, 2013 et 2014 » de sa déclaration de patrimoine, et allait saisir le procureur de la République sur le cas de la ministre,,.  
Yamina Benguigui, qui réfute ces accusations, refuse de démissionner, souhaitant « continuer son engagement à Paris », alors qu'il n'y avait que des « doutes ».

### Affaire judiciaire
En effet, selon les informations de l'hebdomadaire Marianne et du Canard Enchainé qui ont révélé l'affaire à la mi-mars, Yamina Benguigui aurait omis de déclarer qu’elle était depuis 2005 copropriétaire d’une société anonyme de droit belge, G2, holding actionnaire à 99 % de sa société de production Bandits Productions qui finançait l'essentiel de sa production cinématographique ; de plus elle aurait omis de déclarer avoir vendu ses parts (20 % du capital total) en janvier 2014 pour 430 000 euros. Yamina Benguigui oppose un démenti à cette accusation. Le 2 mars 2014, le parquet de Paris décide d'ouvrir une enquête préliminaire sur ses déclarations de patrimoine, enquête confiée à l'Office central de lutte contre la corruption et les infractions financières et fiscales  (OCLCIFF).
Son avocat Me Éric Dupond-Moretti indique : « Il y a certes eu des omissions dans les déclarations de Mme Benguigui mais pas de volonté de dissimulation, c’est la complexité des textes qui nous a amenés là », soulignant que l’ancienne ministre « a tout déclaré à l’administration fiscale ».
Le 8 décembre 2014, est annoncé qu'elle sera jugée en correctionnelle. Le 23 septembre 2015, elle est condamnée mais dispensée de peine : elle est reconnue coupable d'une déclaration d'intérêts incomplète, mais les quatre autres chefs d'accusation sont écartés, la qualification de « défaut de déclaration de patrimoine » n'est pas retenue, et elle est dispensée de peine.
Le parquet et l'avocat de Yamina Benguigui déclarent chacun leur intention de faire appel. Le 27 septembre 2016, elle est condamnée en appel à un an d'inéligibilité, deux mois de prison avec sursis et 5 000 euros d'amende.
Elle siège au Conseil de Paris en tant que conseillère non-inscrite, étant exclue du groupe PS de cette assemblée. À la suite des affaires judiciaires et de la condamnation qui la met en cause, Yamina Benguigui, en tant qu'élue, est au centre d'une polémique à Paris et dans le 10e arrondissement, de nombreuses voix s'élevant pour lui reprocher son absentéisme et l'appeler à la démission de son mandat parisien,.
Le 23 juin 2017, saisi par une QPC, le Conseil constitutionnel décide que les mots « d’omettre sciemment de déclarer une part substantielle de son patrimoine ou » figurant à l’article 5-1 de la loi n° 88-227 du 11 mars 1988 relative à la transparence financière de la vie politique, sont conformes à la Constitution.

### Sommet de la Francophonie de Dakar
Malgré les soupçons qui pèsent sur Yamina Benguigui, le président de la République François Hollande l'associe à son déplacement à Dakar pour le 15e sommet de la Francophonie en novembre 2014 sur le thème « Femmes et jeunes en Francophonie : vecteurs de paix, acteurs de développement ».

## Fondation Énergies pour l'Afrique
En 2015, Yamina Benguigui devient vice-présidente de la fondation Énergies pour l'Afrique, présidée par Jean-Louis Borloo. Elle n'apparait plus aujourd'hui dans l'équipe de la fondation :
https://www.energiespourlafrique.org/team.php?type=rub4ssr1&langue=fr.
Le projet principal de la fondation est le raccordement à l'électricité de près de 600 millions d'Africains d'ici à 2025, alors qu'aujourd'hui, seulement 25 % des Africains ont accès à l'électricité. Lors d'un déplacement à Alger pour présenter leur projet, Jean-Louis Borloo et Yamina Benguigui, dans un entretien pour Tout sur l'Algérie, rappellent les indispensables subventions publiques afin de permettre un prix accessible de l'électricité sur le continent africain.

## Rôle auprès d'Emmanuel Macron
Dans son livre-enquête Le Grand Manipulateur, le journaliste Marc Endeweld révèle son rôle de conseil et d'intermédiaire du président de la République Emmanuel Macron s'agissant des affaires africaines.

## Filmographie

### Longs métrages de fiction
- 2001 : Inch'Allah dimanche
- 2020 : Sœurs

### Courts métrages
- 2000 : Le Grand Voyage de Lalla Amina
- 2001 : Pimprenelle, dans le cadre de la collection Pas d'histoires.

### Téléfilms
- 2009-2012 : Aïcha

### Documentaires
| Année | Titre                                                         | Sujet | Diffusion              |
| ----- | ------------------------------------------------------------- | --- | ---------------------- |
| 1994  | Femmes d'Islam                                                | La condition des femmes musulmanes en France, au Mali, en Indonésie, au Yémen, en Algérie, en Égypte et en Iran (3 x 52 min) | France 2               |
| 1996  | La Maison de Kate, Un lieu d'espoir                           | Kate Barry, créatrice du premier centre de lutte contre toutes les dépendances sans médicaments de substitution. (52 min)    | France 2               |
| 1997  | Mémoires d'immigrés, l'héritage maghrébin                     | Histoire de l'immigration maghrébine en France (3 x 52 min)                                                                  | - Canal+ - Au cinéma   |
| 1999  | Un jour pour l'Algérie                                        | La journée de commémoration et de soutien à l'Algérie du 10 novembre 1997                                                    | Planète Forum          |
| 2000  | Le Jardin parfumé                                             | La sexualité dans la société arabo-musulmane (52 min)                                                                        | Arte                   |
| 2000  | La télévision, une compagne bruyante pour une solitude muette | La télévision dans les foyers (15 min)                                                                                       | Canal +                |
| 2003  | Aïcha, Mohamed, Chaïb… Engagés pour la France                 | L'intégration de la composante de culture maghrébine dans les corps de l'armée (52 min)                                      | France 3               |
| 2004  | Le Plafond de verre – Les Défricheurs                         | Les discriminations à l'embauche des jeunes diplômés issus de l'immigration (104 min)                                        | - France 5 - Au cinéma |
| 2008  | 9-3 Mémoire d'un territoire                                   | L'histoire de la Seine-Saint-Denis de 1850 à nos jours (90 min)                                                              | Canal +                |
| 2010  | Métro, BUS, RER, Etc…Histoires de vies en commun              | La vie dans les transports en commun en région parisienne (52 min)                                                           | France 3 Île-de-France |

### Émissions de télévision

#### En tant que présentatrice et/ou réalisatrice
- Première Chance : émission mensuelle, Terrafemina. Présentation.
- Femmes Engagées Mode d'Emploi : émission hebdomadaire, Terrafemina. Réalisation et animation.
- Place de la République, France 2. Coanimation avec Gilles Schneider et réalisation de sujets.
- D'une rive à l'autre de la Méditerranée, divertissement, France 2, 10 mai 2003. Réalisation de sujets et présentation.
- Convergences : 50 programmes courts sur le thème de la diversité culturelle, TV5, 2003.
- S'inscrire, c'est voter : programmes courts mettant en scène des personnalités qui évoquent l'importance et la nécessité de l'inscription sur les listes électorales, TF1, 2006.
- Changer de Regard : 30 témoignages courts abordant le thème des discriminations, commandés par le programme européen EQUAL en 2006.

#### En tant que productrice
- Rencontres : 30 émissions hebdomadaires culturelles et musicales, France 3, 1990.
- Point de Rencontre : émission-débat de 90 minutes, France 3, 6 février 1990.
- Raï, documentaire de 52 minutes sur la musique raï, France 2.
- Mandela à Paris
- L'Homme libre
- Gorée Fraternité
- Kassav : trois films sur le groupe Kassav, M6 et Canal+
- Tom Novembre, film du spectacle de Tom Novembre, M6.
- Zao : comédie musicale congolaise, M6.
- Amlanda : comédie musicale sud-africaine retraçant l'histoire de l'ANC, M6.

### Publicités
- 1998 :

Film publicitaire pour le CFES.
- 2002 :

Publicités pour Publicis dans le cadre d'une campagne de la HALDE.
Bande-annonce pour le Festival du film de Paris.

### Clips
- KDD, Une princesse est morte.

## Synthèse des fonctions et mandats politiques
- Présidente de l'Institut Robert Schuman pour l'Europe
- Présidente du Forum Mondial des Femmes Francophones
- Vice présidente de la Fondation "Energies pour l'Afrique" créée par Jean-Louis Borloo
- Présidente de l'Association pour le cinéma indépendant et sa diffusion (ACID)
- Présidente du FIPA (Festival International des Programmes Audiovisuels) de 2003 à 2006
- Membre du HCI (Haut Conseil à l'Intégration) de 2008 à 2010
- Membre du Comité sur la Diversité au Conseil supérieur de l'audiovisuel (CSA) de 2003 à 2012

### Paris
- Conseillère de Paris : 16 mars 2008 - 28 novembre 2017 (2008-2014 : groupe socialiste ; 2014-2017 : non-inscrits)
- Adjointe au maire de Paris chargée des droits de l'homme et de la lutte contre les discriminations : 2008-2012

### Gouvernement
- Ministre déléguée chargée des Français de l'étranger et de la Francophonie auprès de Laurent Fabius, ministre des Affaires étrangères, dans le gouvernement Ayrault I : 16-21 juin 2012
- Ministre déléguée à la Francophonie auprès de Laurent Fabius, ministre des Affaires étrangères, dans le gouvernement Ayrault II : 21 juin 2012 - 31 mars 2014

## Ouvrages
- 1996 : Femmes d'Islam, Paris, Albin Michel, 185 p. (ISBN 2-226-08645-5) - Prix Rachid Mimouni
- 1997 : Mémoires d'immigrés, L'héritage maghrébin, Paris, Canal+, 209 p. (ISBN 2-226-09230-7) - Prix Rachid Mimouni
- Mémoires d'immigrés, Paris, Sarbacane - Bande dessinée
- 2001 : Inch'Allah dimanche, Paris, Albin Michel, 156 p. (ISBN 2-226-13048-9)

## Préface
- Philippe Vignaud, La Ville ou le Chaos, Paris, Non lieu, 2008, 166 p. (ISBN 978-2352700463)

## Décorations et distinctions
- Officière de l'ordre national du Mérite en 2007[3], chevalière en 1997[1]
- Officière de l'ordre des Arts et des Lettres en 2002[66]
- Chevalière de la Légion d'honneur en 2003[2]
- 2003 : Prix « Il Sigillo delle Pace » à Florence, pour l'ensemble de son œuvre[67].
- En septembre 2013, Yamina Benguigui est faite docteur honoris causa à Almaty, pour le lancement de l'université française Kazakhstan-Sorbonne Paris Cité[68].
- En juillet 2018, un décret la déclare suspendue - pour une durée de deux ans - à la fois de la Légion d'honneur et de l'Ordre du Mérite, du fait de ses omissions dans ses déclarations de patrimoine et d’intérêts[69],[10].